# Pasillo de Fuente Barda
Pasillo de Fuente Barda es un desfiladero entre Arauzo de Miel y Doña Santos, en la provincia de Burgos, comunidad autónoma de Castilla y León, España.
Su extremo Norte está próximo al Camino de Santiago de Soria.